# Vanderley Dias Marinho
Vanderley Dias Marinho (São Luís, Brasil, 29 de diciembre de 1987) es un futbolista brasileño. Juega de delantero y su equipo es el Chonburi F. C. de la Thai League 2.

## Trayectoria

### Comienzos
Comenzó su carrera con el Ceará S. C. y después pasó por varios clubes de ligas inferiores del fútbol de Brasil.

### C. S. Marítimo
El 25 de junio de 2013 firmó un contrato de cuatro años con el club portugués C. S. Marítimo. En Portugal, Derley tuvo su gran temporada, terminando con 16 goles en la temporada 2013-14. En todas las competiciones, finalizó anotando 18 goles en 34 partidos. Sus actuaciones despertaron el interés de los clubes Sporting de Lisboa y S. L. Benfica. 

### S. L. Benfica
El 16 de julio de 2014 fue traspasado en € 2.5 millones por los siguientes cuatro años al S. L. Benfica. El 10 de agosto de 2014 debutó en la Supercopa de Portugal y a la vez ganó su primer título importante. El 5 de octubre de 2014 marcó su primer gol con el Benfica en la victoria por 4-0 contra el Arouca en la temporada 2014-15.

### Kayserispor
El 20 de julio de 2015 el club turco Kayserispor anunció su fichaje, cedido por el S. L. Benfica, hasta el final de la temporada.

### Chiapas F. C.
El 13 de julio de 2016 se anunció su préstamo al Chiapas F. C. de la Liga MX, al cual se uniría para ponerse a las órdenes de José Saturnino Cardozo.

## Clubes
| Club                       | País      | Año       |
| -------------------------- | --------- | --------- |
| Madureira E. C.            | Brasil    | 2012-2013 |
| C. S. Marítimo             | Portugal  | 2013-2014 |
| S. L. Benfica              | Portugal  | 2014-2015 |
| Kayserispor (cedido)       | Turquía   | 2015-2016 |
| Chiapas F. C. (cedido)     | México    | 2016-2017 |
| C. D. Aves                 | Portugal  | 2017-2019 |
| Muangthong United F. C.    | Tailandia | 2019-2021 |
| Ratchaburi Mitr Phol F. C. | Tailandia | 2021-     |

## Palmarés

### Campeonatos nacionales
| Título                      | Club          | País     | Año  |
| --------------------------- | ------------- | -------- | ---- |
| Primeira Liga               | S. L. Benfica | Portugal | 2015 |
| Copa de la Liga de Portugal | S. L. Benfica | Portugal | 2015 |
| Supercopa de Portugal       | S. L. Benfica | Portugal | 2015 |
| Copa de Portugal            | C. D. Aves    | Portugal | 2018 |